# Abu-Saïd Janabi
Abû-Saʿid Hasan ibn Bahram Jannabi, en arabe : ابوسعید حسن بن بهرام جنابی, est le fondateur de l’État qarmati à Bahreïn et Ahsa, à la fin du IXe siècle. 
Ce Persan de Jannāba (Ganaveh, actuellement dans la province de Bouchehr, serait né entre 230 AH/845 CE et 240 AH/855, et mort en 300/913 ou 301/913-14.

## Histoire
Chiite ismaélien, à l'appel de  Hamdan Qarmat, il commence à la fin du IXe siècle une mission dans les régions côtières du sud du golfe Persique, al-Hassa et Bahreïn. Il fait des disciples surtout parmi les tribus guerrières de bédouins, avec qui il s'empare en 899 de la ville portuaire d'Al-Qatif. Après avoir fondé la forteresse d'Al-Hassa, aujourd'hui al-Hufuf, il domine le sud de la côte du golfe, jusqu'à repousser les attaques des Abbassides, et même attaquer Bassora, en 912.
En Irak, en 899, on en est arrivé à une rupture avec les Fatimides de Salamiya,  Saïd (Abdallah al-Mahdi) se déclare comme le vrai Imam. Les ismaéliens de la côte du Golfe continuent leur attachement à l'Imam Muhammad ibn Ismail. Par la suite, ils reçoivent le nom de Qarmates, d'après Hamdan Qarmat. Même après le succès des Fatimides en Afrique du Nord, Égypte et Syrie, il n'a jamais été reconnu par les Qarmatis comme le chef légitime des ismaéliens. Il meurt assassiné par un esclave en 913.
Son frère al-Hasan ibn Sanbar s'empare aussitôt de la régence, au nom de ses enfants mineurs. Les Abbasides parviennent à un accord de cessez-le-feu contre de l'argent et des livraisons d'armes. En 923, Abu Tahir (923-944) succède à son père.